# Shalāsh Darreh
Shalāsh Darreh är en ort i Iran.   Den ligger i provinsen Gilan, i den nordvästra delen av landet, 260 km nordväst om huvudstaden Teheran. Shalāsh Darreh ligger 379 meter över havet och antalet invånare är 212.
Terrängen runt Shalāsh Darreh är varierad.Runt Shalāsh Darreh är det ganska tätbefolkat, med 124 invånare per kvadratkilometer. Närmaste större samhälle är Fūman, 13,0 km öster om Shalāsh Darreh. I omgivningarna runt Shalāsh Darreh växer i huvudsak blandskog.